# Krigsåret 1994

## Pågående krig
- Bosnienkriget (1992-1995)[1]
  - Bosnien och Hercegovina
  - Kroatiska republiken Herceg-Bosna och Kroatien
  - Republika Srpska

- Folkmordet i Rwanda (1994)[2]
  - Tutsi på ena sidan
  - Hutu på andra sidan

- Första Tjetjenienkriget (1994-1996)
  - Ryssland på ena sidan
  - Tjetjenien på andra sidan

- Kroatiska självständighetskriget (1991-1995)[1]
  - Kroatien på ena sidan
  - Jugoslaviens armé, JNA och Republika Srpska Krajina på andra sidan.

## Händelser

### Januari
- 1 januari - 100 personer dödas vid ett indianuppror i Chiapas i Mexiko.[3]

### Februari
- 5 februari - 68 personer dödas och över 200 skadas då en granat, avfyrad från en 12-centimeters granatkasare, slår ned på centrala marknadsplatsen i Sarajevo.[3]
- 16 februari - En truppstyrka på 200 FN-soldater ankommer till Sarajevo.[3]
- 23 - Slaget om Mostar avsluats med vapenstillestånd mellan kroatiska och bosniska trupper.
- 28 februari - Amerikanska NATO-jaktflygplan av typen F-15 skjuter ner fyra serbiska attackflygplan över Bosnien och Hercegovina, och därmed utför NATO sin första stridshandling på de 45 år som organisationen existerat.[3]

### April
- 6 april - Inbördeskrig bryter ut i Rwanda.[3]
- 11 april - NATO-stridsflyg anfaller serbiska ställningar utanför den belägrade muslimska enklaven Goražde.[3]
- 14 april - Amerikanskt stridsflyg skjuter av misstagg ned två FN-helikoptrar över den FN-kontrollerade zonen kring 36:e breddgraden i norra Irak.[3]

### Juni
- 11 juni – Svenska Spanienfrivilligas kamratförening håller sitt sista möte.[3]
- 25 juni – Ryssland drar tillbaka sina sista trupper från Tyskland.[3]

### Juli
- 7 juli – Nordjemenitiska styrkor intar Aden efter hårda strider på stadens gator.[3]
- 12 juli – Tysklands författningsdomstol i Karlsruhe slår fast att tyska soldater får delta i militära FN-aktioner utanför Tyskland.[3]
- 18 juli - Inbördeskriget i Rwanda då FPR ställer in striderna.[3]

### Augusti
- 5 augusti – NATO:s stridsflyg går till anfall mot Sarajevo.[3]
- 21 augusti – Frankrikes sista trupper lämnar Rwanda.[3]
- 29 augusti – Rysslands sista trupper marscherar ut ur Estland.[3]
- 31 augusti
  - IRA lägger ned vapnen efter 25 år.[3]
  - Rysslands sista trupper marscherar ut ur Berlin.[3]

### September
- 8 september – USA, Storbritannien och Frankrike drar tillbaka sina sista trupper från Berlin.[3]
- 21 september – Amerikanska styrkor landstiger i Haiti, sedan USA:s förre president Jimmy Carter i sista stund lyckats hindra en väpnad konflikt efter förhandlingar med den haitiska militärledningen.[3]
- 29 september – Belgiens utrikesminister Willy Claes utses till ny belgisk utrikesminister.[3]

### Oktober
- 13 oktober – De protestantiska gerillagrupperna utlyser vapenvila efter 25 års blodigt våld.[3]

### December
- 11 december – Ryska soldater tågar in i Tjetjenien.[3]
- 28 december – Ryska militära förband inleder en stormning av Groznyj.[3]

## Avlidna
- 10 mars - Knut Anders Haukelid, 82, norsk-amerikansk deltagare i andra världskriget, deltagare i Tungtvannsaksjonen 1943.[3]
- 13 augusti - Manfred Wörner, 59, tysk, NATO:s generalsekreterare sedan 1988.[3]

### Fotnoter
1. 1 2  ”World Statesmen”. http://www.worldstatesmen.org/WARS.html. Läst 28 juni 2011.
2. ↑  ”Chronological List of All Wars”. Arkiverad från originalet den 9 oktober 2014. https://web.archive.org/web/20141009082543/http://www.correlatesofwar.org/COW2%20Data/WarData_NEW/WarList_NEW.pdf. Läst 29 juni 2011.
3. 1 2 3 4 5 6 7 8 9 10 11 12 13 14 15 16 17 18 19 20 21 22 23 24 25   Horisont 1994. Bertmarks